# セブンパインズの戦い
セブンパインズの戦い（セブンパインズのたたかい、英:Battle of Seven Pines、またはフェアオークスの戦い、英:Battle of Fair Oaks、またはフェアオークス駅の戦い、英:Fair Oaks Station）は、南北戦争初期の1862年5月31日と6月1日、バージニア州ヘンリコ郡で、半島方面作戦の一部として行われた戦闘である。北軍ジョージ・マクレラン少将がバージニア半島を登って攻勢を掛けた頂点をなすものであり、そのポトマック軍はリッチモンド郊外まで達した。
5月31日、南軍のジョセフ・ジョンストン将軍はチカホミニー川の南で孤立しているように見えた北軍2個軍団を圧倒しようとした。南軍の攻撃は協調が取れていなかったものの、北軍第4軍団を後退させ、大きな損失を出させた。両軍は補強を行い次々と部隊を戦闘に投入した。北軍は第3軍団とエドウィン・V・サムナー准将の第2軍団下のジョン・セジウィック少将師団（雨で膨れ上がった川をグレープバイン橋で渉った）に支援され、その陣地を安定させることができた。ジョンストン将軍はこの戦闘中に重傷を負い、南軍の指揮は一時的にグスタヴス・ウッドソン・スミスが執った。6月1日、南軍はさらに援軍を得て、北軍に対する攻撃を再開したが、あまり進展は無かった。両軍ともに勝利を宣言した。
この戦闘は戦術的に引き分けだったが、その時までの東部戦線では最大の戦い（西部戦線のシャイローの戦いが損失の多さで最大であり、それに次ぐものだった）であり、北軍の攻勢が終わり、これに続く6月後半には七日間の戦いと北軍の撤退に繋がった。

## 背景
ジョンストンはその60,000名の軍隊をバージニア半島から後退させ、マクレラン軍はジョンストン軍を追って進軍し、アメリカ連合国首都のリッチモンドに近付いた。ジョンストンの防御線は、最近ドルーリーズブラフの戦い（5月15日）で北軍の海軍との戦闘を交えた場所でもあるジェームズ川のドルーリーズ・ブラフに始まり、反時計方向に展開して中央と左翼は春になるとリッチモンド東の広い平原を湿地に変える天然の要害チカホミニー川の背後に陣取った。ジョンストン軍はチカホミニー川に架かる橋をほとんど燃やし、リッチモンド市の北と東に強固な防御陣地を置いた。マクレランはその105,000名の軍隊を2つの理由で市の北東部に集中するように置いた。1つ目の理由は、パマンキー川がチカホミニー川に平行して流れており、マクレラン軍がジョンストン軍の左側面に達した際に通信線を確保できることだった。2つ目の理由は、マクレランがアービン・マクドウェル少将の第1軍団の到着を期待していたことだった。第1軍団はマクレラン軍の支援のためにフレデリックスバーグから南進してくることになっており、その進入路を守っておく必要があった。

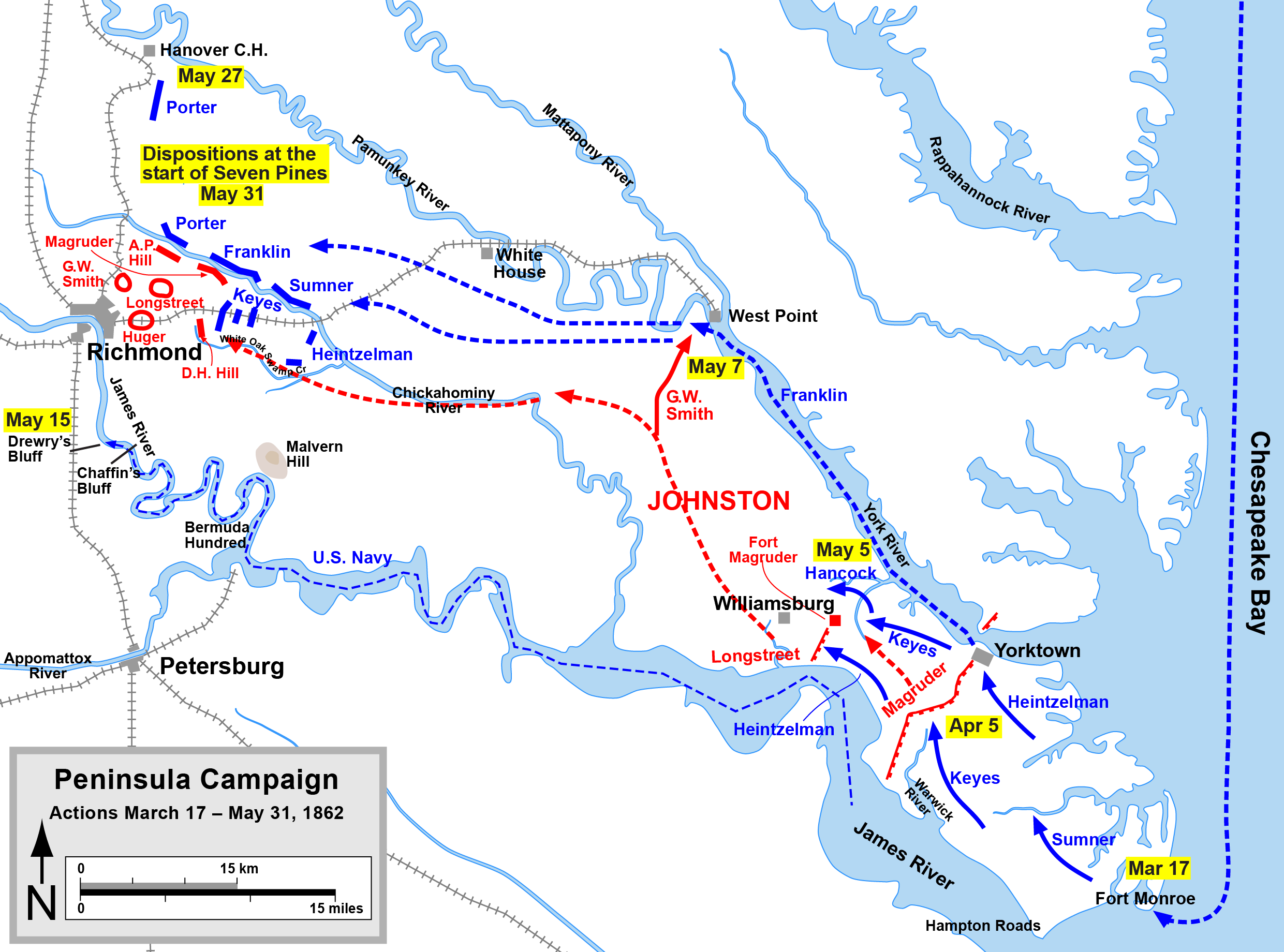
半島方面作戦のセブンパインズの戦いまでの概観図.
南軍
北軍

北軍ポトマック軍は緩りパマンキー川を遡り、エルサムズ・ランディング、カンバーランド・ランディングおよびホワイトハウス・ランディングに補給基地を造った。ホワイトハウスはロバート・E・リー将軍の息子W・H・F・"ルーニー"・リーのプランテーションであり、マクレランの作戦基地になった。マクレランはリッチモンド・アンド・ヨーク川鉄道を使ってその重い攻城砲をリッチモンド郊外まで運ぶことができた。南軍の方が勢力がかなり勝っているというふうに信じ込まされた間違った情報に反応して緩りかつ慎重にことを運んだ。5月の終りまでにマクレラン軍はチカホミニー川を渡す橋を架け、軍の3分の1は川の南岸に、残り3分の2は北岸に跨る形でリッチモンドに向かい合った。

## 対戦した戦力
北軍105,000名はチカホミニー川に跨ってリッチモンド郊外に近い北東にいた。川の北には3個軍団がおり、北軍の鉄道による補給線を守っていた。フィッツ・ジョン・ポーター准将の第5軍団、ウィリアム・B・フランクリン准将の第6軍団、およびエドウィン・V・サムナー准将の第2軍団だった。川の南には、エラスムス・D・キーズ准将の第4軍団が突出し、南軍の前線に近い位置に陣取った。またサミュエル・P・ハインツェルマン准将の第3軍団も南岸にいた。5月31日の戦闘開始時点で、マクレランは慢性のマラリアによる発熱で病床にあった。
ジョンストンの北バージニア軍60,000名はリッチモンドの防御線を守っていた。その軍隊はジェイムズ・ロングストリート少将の右翼（ロングストリート師団を指揮するリチャード・H・アンダーソン准将、D・H・ヒル少将およびベンジャミン・フーガー准将の3個師団）とグスタヴス・ウッドソン・スミス少将の左翼（スミス師団を指揮するウィリアム・H・C・ホワイティング准将とA・P・ヒル少将の2個師団）、およびジョン・B・マグルーダー少将の予備隊（ラファイエット・マクローズ准将とデイビッド・R・ジョーンズ准将の2個師団）で構成された。

## ジョンストンの作戦
バージニア半島から後退しリッチモンド郊外まで戻ってきたジョンストンは、大軍による包囲戦に耐えられることが分かり、マクレラン軍を攻撃することにした。当初の作戦は、北軍マクドウェル軍団がフレデリックスバーグから南進して到着する前に、チカホミニー川北岸の北軍の右側面を攻撃することだった。しかし、リッチモンドの北東で行われたハノーバーコートハウスの戦いと同じ日の5月27日、マクドウェルの軍団がシェナンドー渓谷方面に割かれてポトマック軍を支援できないことを知った。ジョンストンは、その天然の防御戦であるチカホミニー川を越えて攻撃することを止め、北軍が川に跨っている状態を利用し、川の北にいる3個軍団からは孤立した形にある南岸の2個軍団を攻撃する作戦にした。
うまく行けば、ジョンストンはその軍隊の3分の2（29ある歩兵旅団のうちの22、約51,000名）を北軍の第3および第4軍団33,000名に対抗させることになる。南軍の攻撃作戦は複雑であり、A・P・ヒルとマグルーダーの師団には川の北岸にいる北軍に軽く当たって引き付けておき、一方ロングストリートが主力軍を率いて南岸を攻撃し、キーズ軍団を3方から攻撃するものだった。ロングストリートの直接指揮下にある6個旅団とD・H・ヒルの4個旅団はセブンパインズ（7本の大きな松の木が集まっていた）と呼ばれる交差点で別々の道を進み、フーガーの3個旅団はヒルの右翼を支援するように割り当てられ、ホワイティングの師団はロングストリートの予備隊として後を追うものとされた。この作戦は、北軍第4軍団の師団が他よりも遥かに突出してセブンパインズの西1マイル (1.6 km)の土盛り工作物に陣取っており、そこのサイラス・ケーシー准将6,000名の部隊はキーズ軍団の中でも最も経験の浅い部隊だったので、初期の成功の可能性が非常に高かった。キーズ軍団を倒せば、東の第3軍団はチカホミニー川を背にして釘付けになり、圧倒してしまえる可能性があった。
この複雑な作戦は最初からうまく行かなかった。ジョンストンはロングストリートに5月30日の長くまとまりの無い会議で口頭で命令を伝えることを選んでいた。他の将軍達は書いた命令を受け取ったが、曖昧で矛盾を含んでいた。また、ロングストリートが川の南岸で戦術的指揮を執ることを師団指揮官達全てに伝えていなかった（フーガーやスミスは事実上ロングストリートより上官だったので、この詳細が無かったことは重大な見過ごしになった）。ロングストリートの側では、受けた命令を誤解したか、ジョンストンに報せることなくそれを修正することを選んだかだった。ロングストリート隊は割り当てられたナインミル道路を進まずに、ウィリアムズバーグ道路でヒル隊に合流し、そのことが前進を遅らせただけでなく、前線を狭くして全軍の一部しか攻撃に参加できなかった。両軍の問題を悪化させたのは5月30日夜の雷を伴う激しい嵐であり、それが川を溢れさせて北軍の橋の大半を破壊し、道は泥沼状態に変わっていた。

## 戦闘

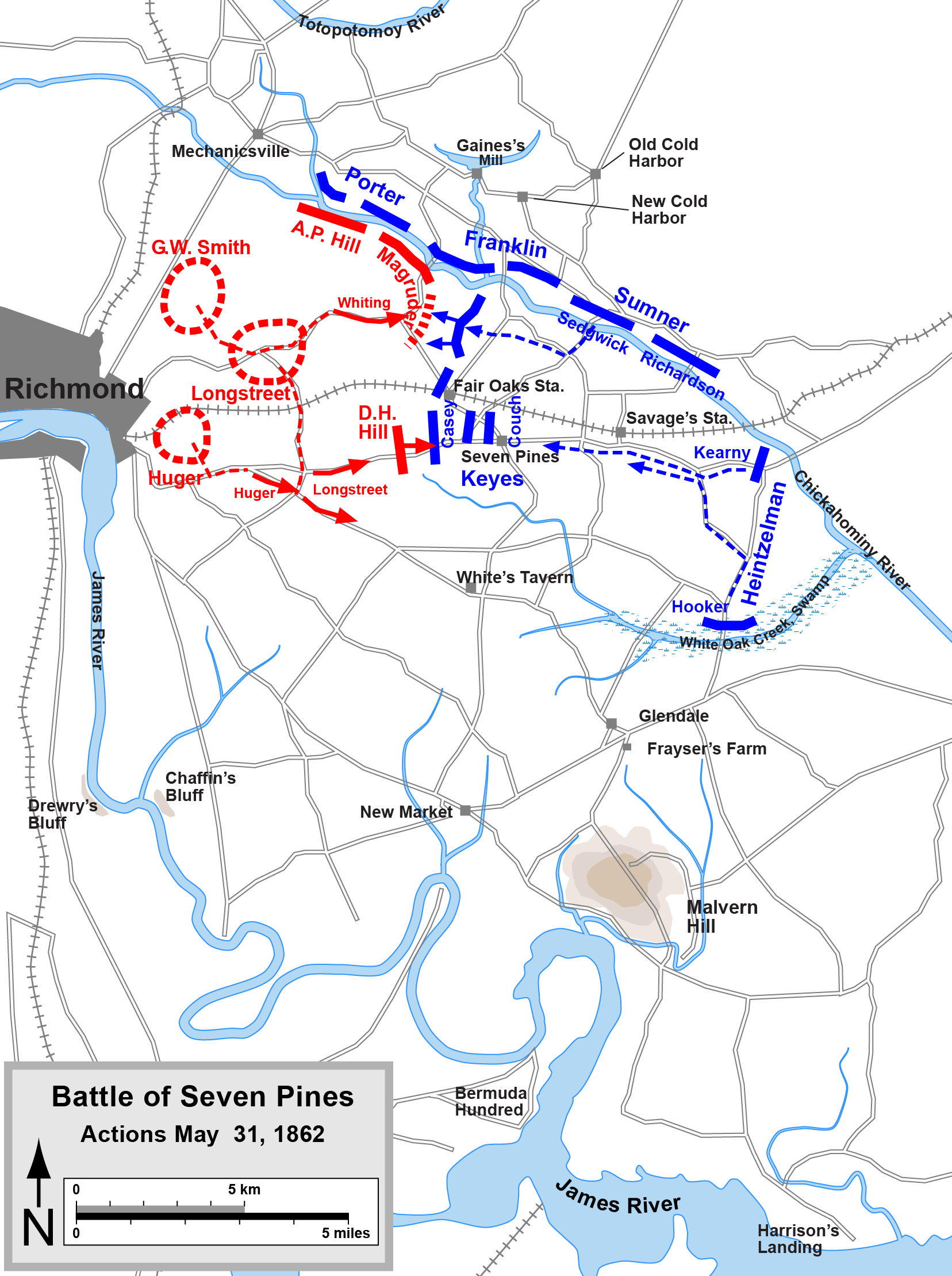
セブンパインズの戦い概観図

攻撃は5月31日に出足の遅れで始まった。ロングストリート隊はチャールズシティ道路を下り、ナインミル道路の代わりにウィリアムズバーグ道路に移った。フーガーの受けた命令には攻撃を開始する具体的時刻が無かったので、ある師団が側を行軍する音を聞くまで目覚めていなかった。ジョンストンとその副指揮官スミスはロングストリートの位置やフーガーの遅れに気付かず、その作戦本部で戦闘開始の報せが届くのを待っていた。計画された開始時間よりも5時間遅れの午後1時、D・H・ヒルは辛抱できなくなってケーシー師団に対してその旅団を前に出した。
ケーシーの前線は経験の足りない部隊で占められており、何人かが後退を始めて歪んだものの、その土塁の保持のために激しく戦ったので、両軍に大きな損失が出た。南軍はその日の右翼に出た13個旅団のうち4個旅団が戦っているだけだったので、この北軍の弱点に集中できたであろう戦力を持って攻撃できなかった。ケーシーは援軍を求める伝令を送ったがキーズは反応が鈍かった。最終的に南軍が突破して北軍の堡塁を奪い、ケーシー隊はセブンパインズにあった2番目の防御工作物の線まで退いた。この間、両軍の上層部は戦闘の厳しさが分かっていなかった。午後2時半になって、ハインツェルマンがまだ病床にあったマクレランにキーズからの伝言がないことを報告した。ジョンストンは前線からわずか2.5マイル (4 km)しか離れていない位置にいたが、音響陰影のために大砲やマスケット銃の音が聞こえず、ジョンストンとその参謀は午後4時まで戦いが始まったことを知らなかった。
北軍ポトマック軍にはタデウス・ロー教授が率いる北軍気球司令部が付属していた。ローは川の北岸に熱気球キャンプを2箇所設営しており、一つはゲイン農園、一つはメカニクスビルにあった。5月30日の悪天候と31日の強風で戦闘開始前に気球を上げられず、攻撃の警告を与えられなかった。熱気球「ワシントン号」と「インターピッド号」は午後2時に上げられたが、ローとその助手は川の北にあるその位置からは深い森に遮られて具体的な部隊の動きが見えず、マクレランに有効な情報を送れなかった。

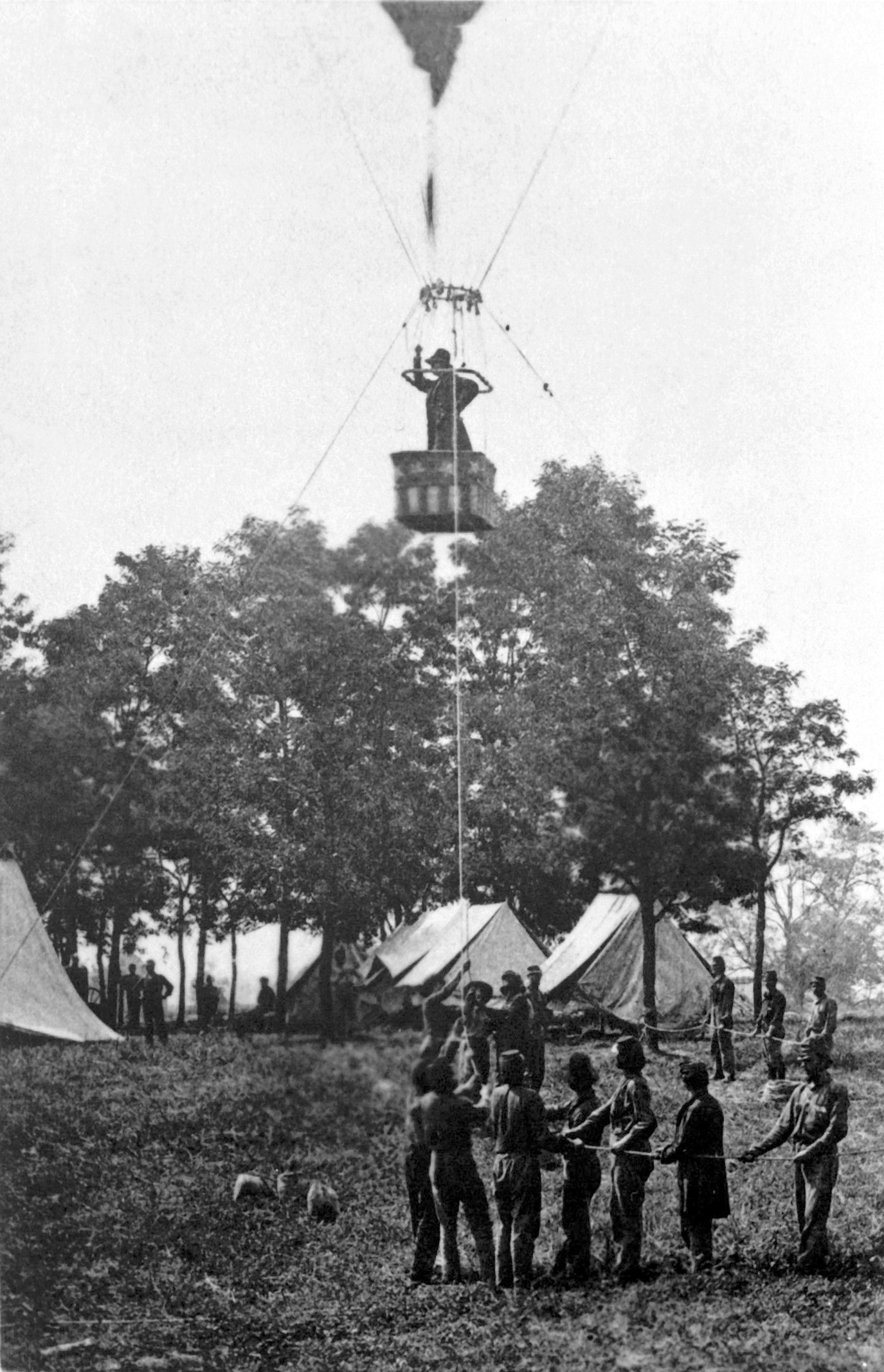
セブンパインズの戦いを観察するために「インターピッド号」に乗るタデウス・S・C・ロー教授

午後4時40分頃、ヒルはロングストリート隊からの援軍を得て強化され、セブンパインズ近くの第2の北軍防御線を襲った。北軍はケーシー師団の残り、第4軍団ダライアス・コウチ准将の師団およびハインツェルマンの第3師団からフィリップ・カーニー准将の師団が守っていた。ヒルは側面攻撃を行おうと考え、ロングストリート隊からマイカ・ジェンキンス大佐の4個連隊をキーズ軍団の右手に送った。その攻撃で北軍の前線を崩壊させ、セブンパインズからは1.5マイル (2.4 km)後方のウィリアムズバーグ道路まで後退させた。この戦線での戦いは午後7時半までに終息した。
ヒル隊の攻撃が始まる直前、ジョンストンはロングストリートからジョンストン自身も戦闘に加わることを要請するメモを受け取っており、これが戦闘について聞いた最初の報せだった。ジョンストンはホワイティング師団の3個旅団と共にナインミル道路を前進し、キーズの前線の右側面にあたるフェアオークス駅近くで頑強な抵抗に遭った。間もなく北軍の援兵が大量に到着した。第2軍団指揮官のエドウィン・C・サムナーは川の北岸にあったその陣地から戦闘の音を聞いた。サムナーは独自の判断でジョン・セジウィック准将の1個師団を、唯一残っていた橋を通って対岸に派遣した。当てにならない「グレープバイン橋」は膨れ上がった川に今にも崩壊しそうだったが、通過する軍隊の重みが却って流れ来る水流に逆らって安定させていた。最後の兵士が無事渉り終えた後で橋は崩壊し流されてしまった。セジウィック隊はホワイティングの攻撃に抵抗する要となった。

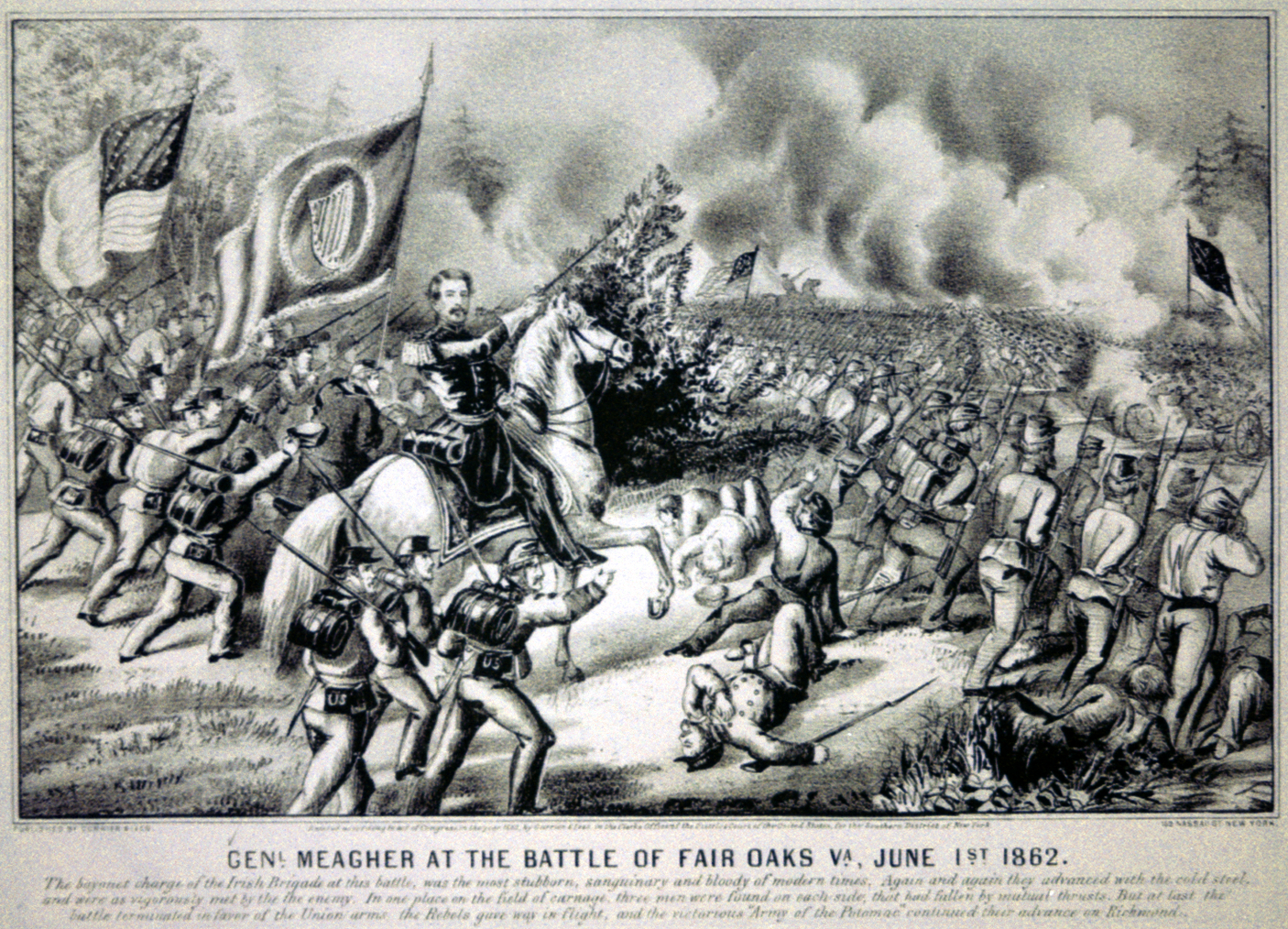
フェアオークスで戦うトマス・フランシス・ミーガー将軍

この日の出来事の中でも最も歴史的に重大なことは薄暮頃に起こった。ジョンストンの右肩に銃弾が当たり、その直後に砲弾の破片が胸に当たった。ジョンストンは気を失って馬から落ち、右肩甲骨と肋骨を2本骨折してリッチモンドに担ぎ込まれた。スミスが一時的に軍隊の指揮を執った。スミスは健康状態の悪化で苦しんでおり、戦闘の次の段階を決断できず、アメリカ連合国大統領ジェファーソン・デイヴィスやデイヴィスの軍事顧問ロバート・E・リーに悪い印象を与えた。翌日の戦闘終了後、デイヴィスは北バージニア指揮官としてスミスをリーと交代させた。
6月1日、南軍は北軍に対する攻撃を再開したが、北軍は多くの援軍を送っており、その強固な陣地で戦い、ほとんど進展は無かった。戦闘は午前11時半頃に終わり、南軍が撤退した。マクレランはこの頃にその病床から戦場に到着したが、北軍は反撃しなかった。

## 戦闘の後
両軍ともに同じくらいの損失を出して勝利を宣言したが、どちらも印象に残る功績を残さなかった。マクレランのリッチモンドに向けた進軍は停められ、北バージニア軍はリッチモンドの防御線の内側に戻った。北軍の損失は5,031名（戦死790名、負傷3,594名、不明または捕虜647名）となり、南軍は6,134名（戦死980名、負傷4,749名、不明または捕虜405名）となった。この戦闘は北軍兵士にとってはフェアオークス駅が最も良く戦えた場所であるためにフェアオークスの戦いとして記憶されることが多く、南軍の兵士にとっては同じ理由でセブンパインズと呼ばれた。歴史家のスティーブン・W・シアーズは現在よく使われるセブンパインズという名前は、最も激しい戦闘が行われ最も損失を多く出した場所がセブンパインズの交差点だったので、最も適当であると述べた。
マクレランは勝利を宣言したものの、この時の経験で動揺した。その妻に宛てて「私は戦場の吐き気を催す光景、そのずたずたにされた軍団やかわいそうな傷に苦しむ者達を見ることに倦んでいる！勝利はこのような犠牲を払ったものであれば魅力が無い」と書き送った。川の南岸の第5軍団を除いて軍隊の再配置を行い、リッチモンドの包囲戦と占領のための作戦を立て続けたものの、戦略的主体性を失っていた。攻勢は南軍の新しい指揮官ロバート・E・リーによって始まり、リーは北軍がリッチモンド郊外に受動的に対陣している間に作戦を練った。6月25日から7月1日までの七日間の戦いで北軍をジェームズ川まで追い返し、アメリカ連合国の首都を救うことになった。
セブンパインズの結果として、南軍の野戦指揮官の交代は南北戦争の行方に大きな影響をもたらした。6月24日、大軍であるマクレランのポトマック軍はアメリカ連合国の首都リッチモンドから6マイル (10 km)以内にあり、北軍兵は市内で鳴り響く鐘の音を聞いたと書き記していた。しかし、それから90日間のうちに、マクレラン軍は半島から追い出され、ジョン・ポープの軍隊は第二次ブルランの戦いで完敗し、北軍の首都ワシントンから20マイル (32 km)に戦線が移った。北軍が次にリッチモンドに接近できるまでにそれから2年間を要し、その占領はほぼ3年後となった。

## 大衆文化の中で
セブンパインズの戦いはバーナード・コーンウェルによる小説『コパーヘッド』の結末部分に描かれている。